# Beowulf
 Ovo je glavno značenje pojma Beowulf. Za druga značenja pogledajte Beowulf (razdvojba).
Beowulf je staroengleski junački ep s više od tri tisuće stihova, djelo nepoznatog pjesnika.
Jedino je od preživjelih staroengleskih djela, najznačajnije po opsegu (sadrži 3182 stiha) i umjetničkoj vrijednosti (snaga ljudskih likova, detaljni opisi ratničke opreme, života, borbi, krajolikâ, grandiozni stil i složeni metrički oblici). Potječe iz osmog stoljeća, a sačuvano je u rukopisu s kraja desetog stoljeća, te je tako najstarija herojska pjesma spjevana u Europi nakon poezije klasične antike.
Priča o junaštvima nordijskog heroja Beowulfa, koji je oslobodio dvora kralja Hrothgara Danskog od terora Grendela, čudovišta u ljudskome liku. Jednostavna fabula o plemenitom kralju, junaku, isprepletena je epizodama koje nisu u izravnoj vezi s glavnom temom, ali koje ističu pojedine njene detalje. Beowulf priča o povijesti germanskih plemena ispreplićući elemente legenda, folklora i kršćanskog učenja anglosaksonske Engleske.
Iako je Beowulf po sadržaju poganski – čovjekova vječna borba protiv sila mraka i zla koje simboliziraju nadnaravna čudovišta iz narodne predaje, fatalizam u kojem je junak tragično ranjiv i smrtan – očiti su i utjecaji kršćanstva – dobra djela koja čovjeka prate iz ovog života, osiguravaju vječnost u božanskom okrilju.

## Sažetak
Beowulf dolazi u pomoć Hrothgaru, danskom kralju, čiju veliku dvoranu (Heorot) terorizira čudovište Grendel. Beowulf ubija Grendela golim rukama a Grendelovu majku divovskim mačem kojeg je pronašao u njezinom brlogu. Kasnije Beowulf postaje kralj Geata, vlada mirno pedeset godina ali mu onda kraljevstvo napadne zmaj čije je blago ukradeno. Beowulf napada zmaja uz pomoć svojih sluga no oni ne uspijevaju. Beowulf odluči slijediti zmaja u njegov brlog na Earnanæs (danas južna Švedska). Tamo ga konačno ubija uz pomoć svog švedskog rođaka Wiglafa, u borbi Beowulf je smrtno ranjen.

## Povijesna pozadina
Događaji u pjesmi odvijaju se tijekom većeg dijela šestog stoljeća, nakon što su anglosaksonci počeli migrirati u Englesku i prije početka sedmog stoljeća, kada su anglosaksonci bili u bliskom kontaktu sa svojim germanskim rođacima u sjevernoj Njemačkoj i južnoj Skandinaviji. Pjesmu su možda u Englesku donijeli ljudi iz geatiškog podrijetla. Mnogi sugeriraju da je Beowulf prvi put sastavljen u 7. stoljeću u Rendleshamu u Istočnoj Angliji (danas istočna Engleska), te da sahranjivanje broda Sutton Hoo također pokazuje bliske veze sa Skandinavijom. Drugi su ovu pjesmu povezali s dvorom kralja Alfreda Velikog ili s dvorom kralja Knuta Velikog.  